# Charles Bronson (grup musical)
Charles Bronson va ser un grup estatunidenc de powerviolence de City of DeKalb, actiu des de 1994 fins a 1997. Després de la dissolució alguns dels seus membres es van unir a Los Crudos.
Les seves lletres van tendir cap als comentaris satírics sobre l'escena hardcore punk. Charles Bronson s'ha descrit com un «embull ràpid i cridat de joves alts i prims amb molt a dir». El grup va ser criticat de vegades per la seva visió conceptual tant de les tendències del hardcore com de les escoles d'art.

## Discografia
Àlbums
- Youth Attack! (1997) – Lengua Armada/Coalition Records
- Complete Discocrappy 2xCD (2000) – Youth Attack Records

Maquetes i senzills
- Demo Tape (1994)
- Charles Bronson (Diet Rootbeer) 7-inch (1995) – Six Weeks Records/Youth Attack Records
- Charles Bronson / Spazz Split 7-inch (1995) – 625, Evil Noise and Disgruntled Records
- Charles Bronson / Unanswered split 7-inch (1995) – Trackstar Records
- Charles Bronson / Ice Nine split 7-inch (1996) – Bovine Records
- Charles Bronson / Quill split 7-inch (1996) – Nat Records